# カッチ県

カッチ県

カッチ県（グジャラーティー語: કચ્છ、 英語：Kutch District）は、インドのグジャラート州の西部の県。県庁所在地はブジ。かつてカッチ王国の領土だった地域でもある。

## 歴史
12世紀、ラージプートがこの地を支配。カッチ王国が成立した。
1760年代、時の王によって首都ブジが建設された。
1947年、インド・パキスタン分離独立の際、インドに併合された。

## 人口
2011年の統計では、2,092,371人,。